# 그린 랜턴: 첫 비행
《그린 랜턴: 첫 비행》(영어: Green Lantern: First Flight)은 2009년 나온 DC 코믹스 슈퍼히어로 그린 랜턴의 애니메미션 영화이다. 그린 랜턴 할 조던의 초기 활약상을 그린다. 로런 몽고메리가 연출하고 크리스토퍼 멜로니가 주인공 할 조던을, 빅터 가버가 시네스트로 역을 맡았다.

## 성우진
- 크리스토퍼 멜로니 - 할 조던 / 그린 랜턴
- 빅터 가버 - 시네스트로
- 트리샤 헬퍼 - 부디카
- 마이클 매드슨 - 킬로웍
- 존 라로켓 - 토마 레
- 커트우드 스미스 - 캔저 로
- 래리 드레이크 - 간셋
- 윌리엄 섈러트 - 아파 알리 아프사
- 맬러카이 스론 - 라나카
- 올리비아 다보 - 캐럴 페리스
- 리처드 그린 - 척
- 줄리엣 랜다우 - 러벨라
- 데이비드 랜더 - 칩
- 리처드 맥고너글 - 아빈 수르
- 롭 폴슨 - 쿼드
- 캐스 수시 - 아리시아
- 짐 와이즈 - 중위
- 브루스 팀